# Topische vragen
Topische vragen, ook wel W-vragen of de vijf W's genoemd, zijn vragen omtrent het onderwerp van een tekst, zoals wie, wat, waar, wanneer, waarom en hoe? Ze kunnen worden gebruikt in de tekstanalyse en het tekstontwerp om de opbouw van een tekst te karakteriseren. Soms worden ze ook wel de zeven W's genoemd, met toevoeging van "waarmee" en "welke".

## Historie
Het begrip "topische vragen" is afgeleid van het woord "topos". In de oud-Griekse retorica was dit een aanduiding van een standaardmethode om een argument op te bouwen of te behandelen. De Griekse stoïcijnse filosoof Hermagoras van Temnos (2e eeuw voor Christus) kwam in dit kader met een formule die vertaald in het Latijn als volgt luidde:
Quis, quid, quando, ubi, cur, quem ad modum, quibus adminiculis (Wie, wat, wanneer, waar, waarom, op welke wijze, met welke middelen).
In Nederland is in de jaren zeventig binnen het vak taalbeheersing het begrip "topische vragen" ingevoerd als een kenmerkende eigenschap van de schrijfprocedure door Willem Drop in het boek Taalbeheersing: handboek voor taalhantering uit 1974. Hij presenteerde de ondertussen klassieke inzichten zoals de algehele afstemming op doel en publiek, en de topische vragen als instrumenten.
Tegenwoordig zijn topische vragen een vrij gangbaar begrip in verschillende schrijfmethoden en schrijfprocedures. Buiten de taalwetenschap zijn deze vragen bekender onder de term W-vragen. Internationaal wordt dit ook wel aangeduid met de 5 W's.

## Gebruik van topische vragen
Bij het analyseren van teksten kunnen topische vragen gebruikt worden om de volledigheid van een tekst te beoordelen. Om dit te beoordelen zal de lezer dienen na te gaan, wat er zoal over het onderwerp te zeggen valt los van wat er reeds vermeld is. Het verkennen van dit onderwerp kan de lezer met behulp van topische vragen uitvoeren.
Bij het ontwerpen van teksten kunnen topische vragen op meerdere wijzen behulpzaam zijn.
- Verkennen van terrein en thema bij de werkbasis : de schrijver kan in een oriëntatiefase topische vragen gebruiken om zijn eigen kennis hierover te activeren, en te documenteren.[6] Juist het gebruik van deze vragen kan een nieuw licht werpen op het onderwerp.[7]
- uitbouwen van een minisamenvatting tot steeds representatievere versies: Het tekstontwerp kan beginnen met een minisamenvatting, waarin op enkele topische vragen een kort antwoord is gegeven. Deze eerste versie kan worden door deelvragen in te voeren en deze te beantwoorden. Zodoende kan men tot een steeds representatievere versie van de tekst komen.